# Acanthus spinosus
Acanthus spinosus là một loài thực vật có hoa trong họ Ô rô. Loài này được L. mô tả khoa học đầu tiên năm 1753.

## Hình ảnh

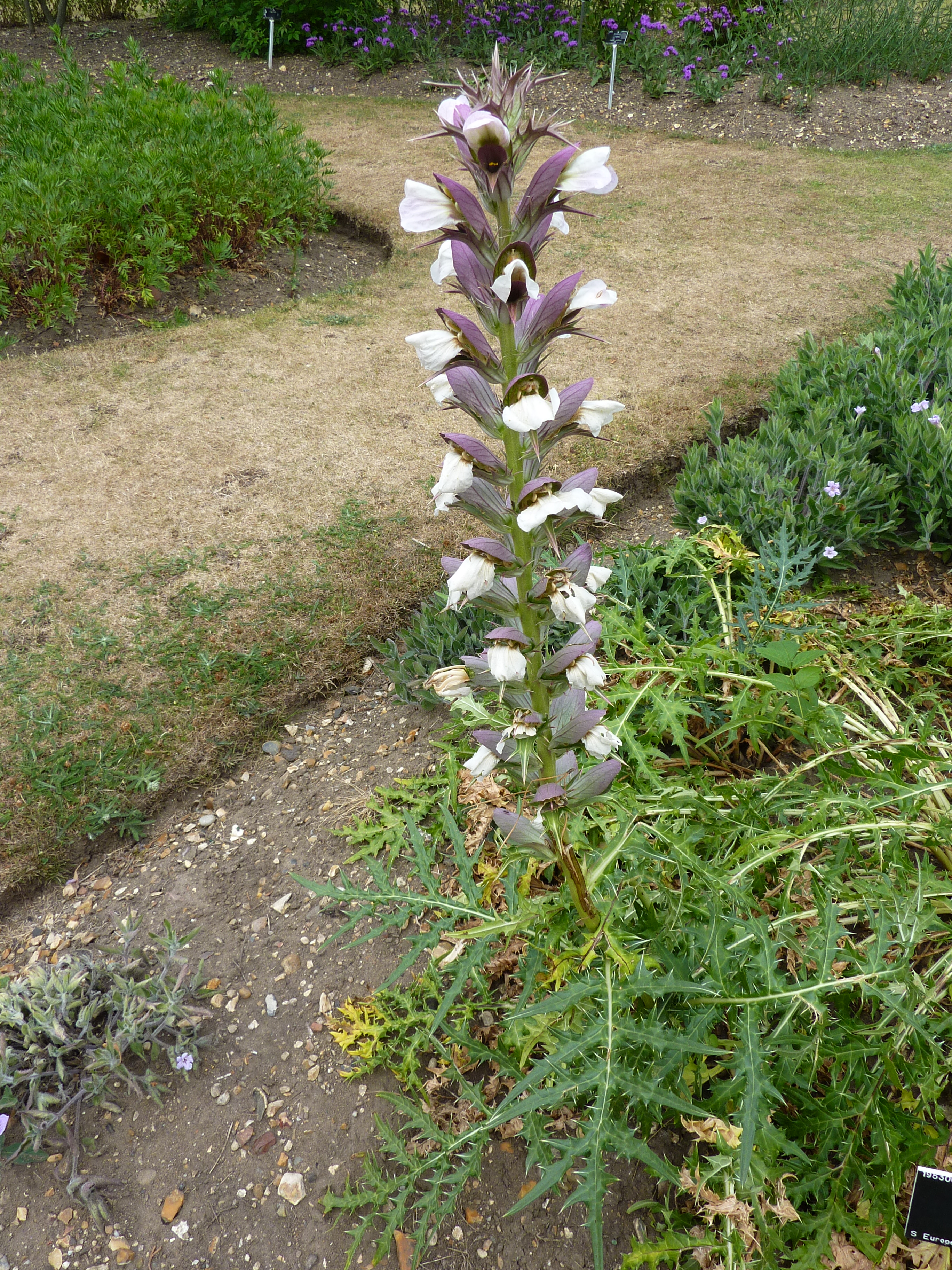
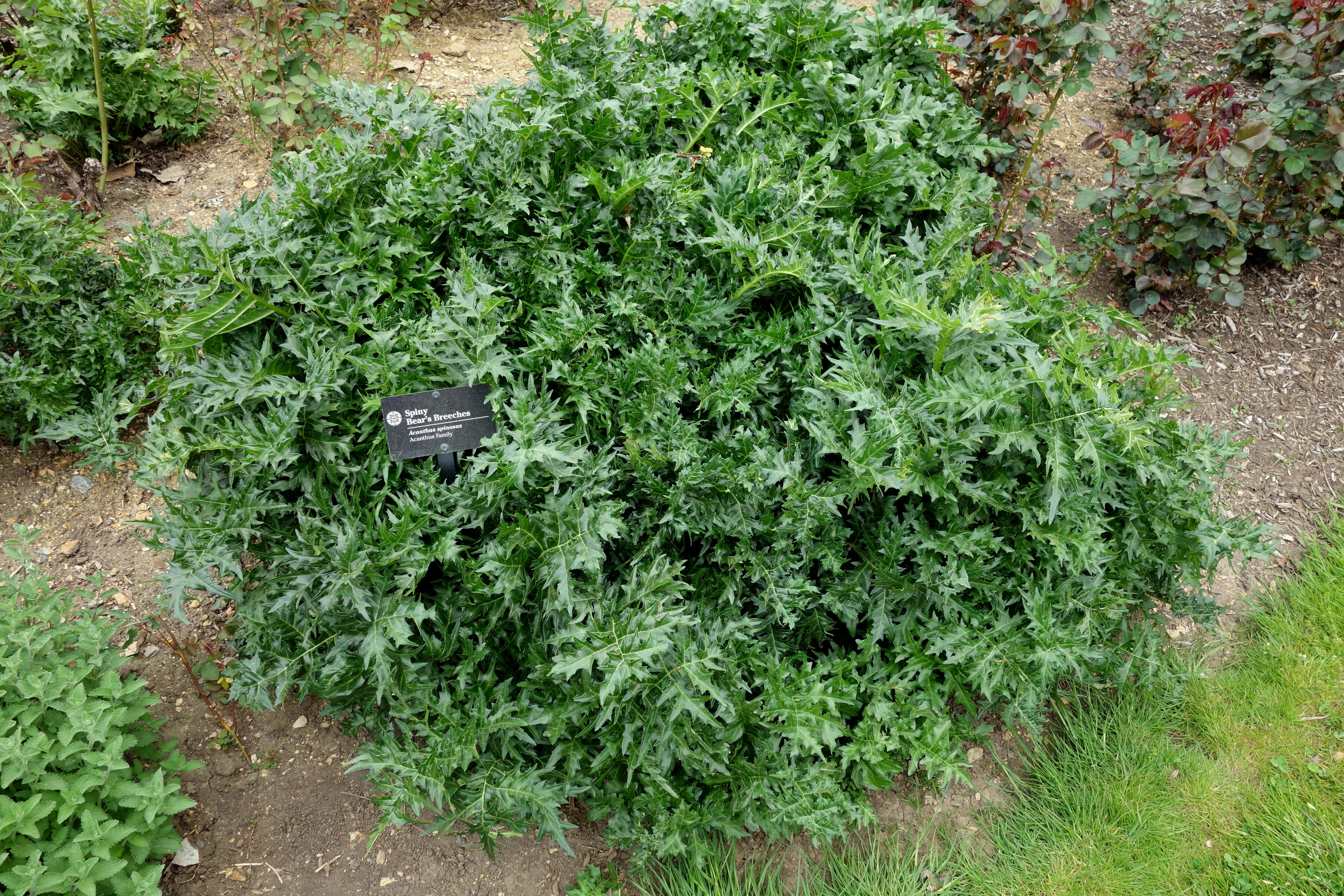
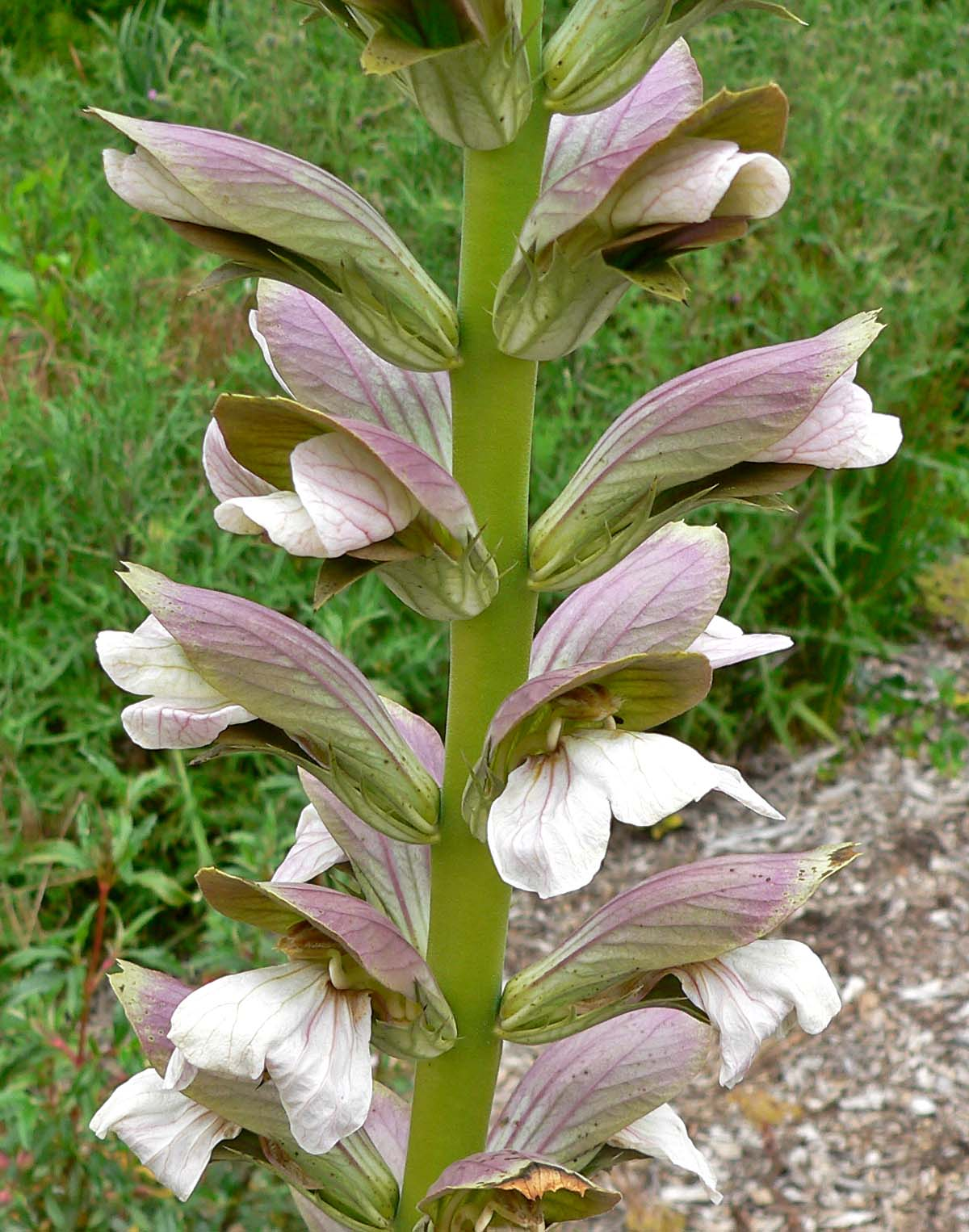
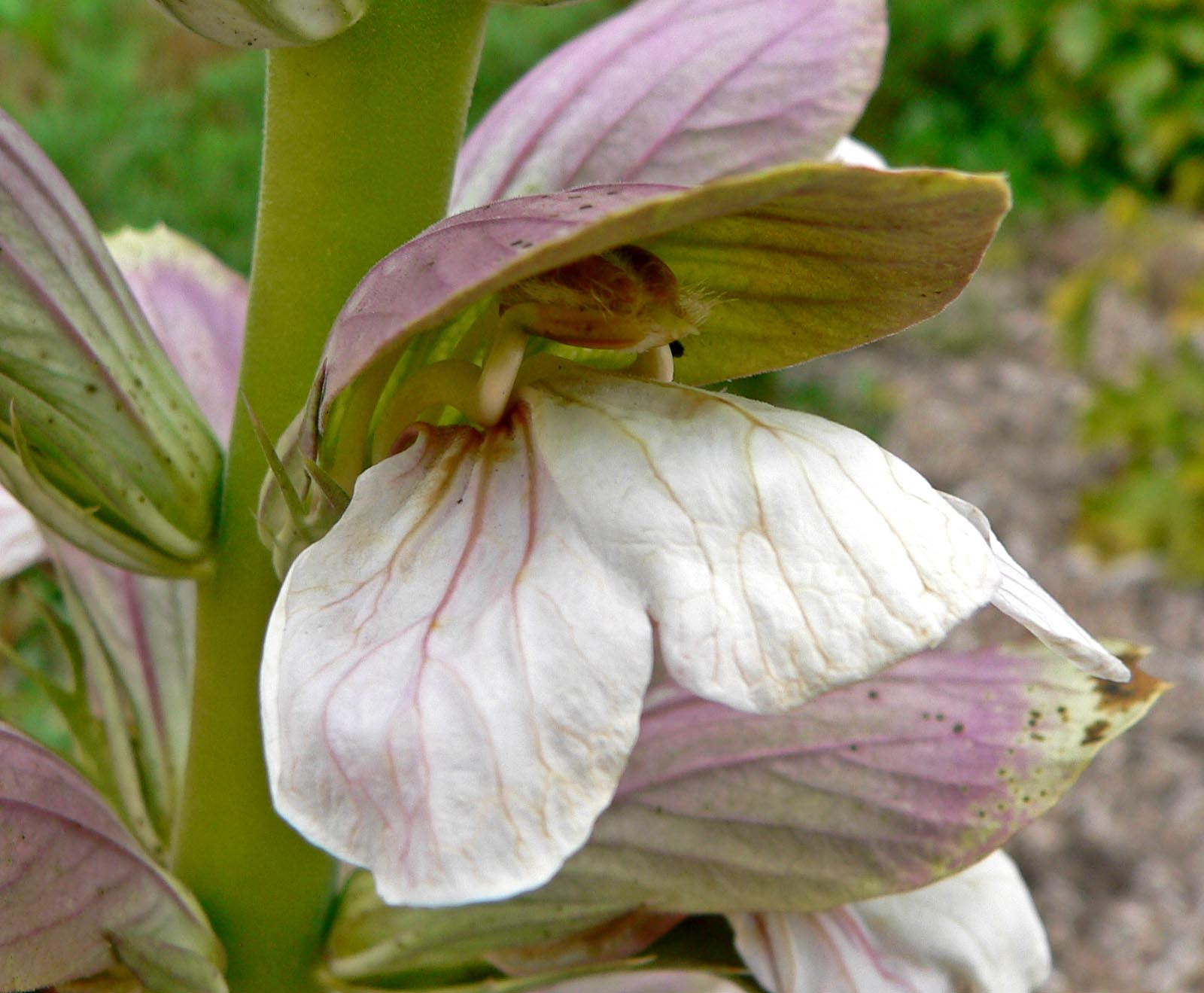